# Canton de Saint-Étienne-6
Le canton de Saint-Étienne-6 est une circonscription électorale française du département de la Loire.

## Histoire
Un nouveau découpage territorial de la Loire entre en vigueur à l'occasion des élections départementales de 2015. Il est défini par le décret du 26 février 2014, en application des lois du 17 mai 2013 (loi organique 2013-402 et loi 2013-403). Les conseillers départementaux sont, à compter de ces élections, élus au scrutin majoritaire binominal mixte. Les électeurs de chaque canton élisent au Conseil départemental, nouvelle appellation du Conseil général, deux membres de sexe différent, qui se présentent en binôme de candidats. Les conseillers départementaux sont élus pour 6 ans au scrutin binominal majoritaire à deux tours, l'accès au second tour nécessitant 12,5 % des inscrits au 1er tour. En outre la totalité des conseillers départementaux est renouvelée. Ce nouveau mode de scrutin nécessite un redécoupage des cantons dont le nombre est divisé par deux avec arrondi à l'unité impaire supérieure si ce nombre n'est pas entier impair, assorti de conditions de seuils minimaux. Dans la Loire, le nombre de cantons passe ainsi de 40 à 21.
Le canton de Saint-Étienne-6 est formé d'une fraction de la commune de Saint-Étienne. Il est entièrement inclus dans l'arrondissement de Saint-Étienne. Le bureau centralisateur est situé à Saint-Étienne.

## Représentation
| Période élective | Période élective | Mandat | Mandat   | Identité       | Nuance | Nuance | Qualité |
| ---------------- | ---------------- | ------ | -------- | -------------- | ------ | ------ | --- |
| 2015             | 2021             | 2015   | 2021     | Joseph Ferrara |        | LREM   | Conseiller général du canton de Saint-Étienne-Sud-Est-1 (2008-2015)                                         |
| 2015             | 2021             | 2015   | 2021     | Nadia Semache  |        | DVG    | conseillère municipale et adjointe au maire de Saint-Étienne depuis 2020                                    |
| 2021             | 2028             | 2021   | en cours | Paul Corrieras |        | DVD    | Enseignant, adjoint au maire de Saint-Étienne (2020-2024)                                                   |
| 2021             | 2028             | 2021   | en cours | Nadia Semache  |        | DVD    | Cadre de la fonction publique, adjointe au maire de Saint-Étienne, Vice-présidente du conseil départemental |

### Résultats détaillés

#### Élections de mars 2015
À l'issue du 1er tour des élections départementales de 2015, deux binômes sont en ballottage : Joseph Ferrara et Nadia Semache (PS, 28,92 %) et Béatrice Bernard et Bernard Urbaniak (FN, 28,9 %). Le taux de participation est de 46,51 % (11 128 votants sur 23 927 inscrits) contre 48,48 % au niveau départemental et 50,17 % au niveau national.
Au second tour, Joseph Ferrara et Nadia Semache (PS) sont élus avec 59,64 % des suffrages exprimés et un taux de participation de 48,57 % (6 189 voix pour 11 621 votants et 23 928 inscrits).
Nadia Semache a quitté le PS et a rejoint Génération.s puis elle quitte Génération.s pour rejoindrela majorité municipale stéphanoise de Gaël Perdriau. Joseph Ferrara a quitté le PS et adhéré à LREM.

#### Élections de juin 2021
Le premier tour des élections départementales de 2021 est marqué par un très faible taux de participation (33,26 % au niveau national). Dans le canton de Saint-Étienne-6, ce taux de participation est de 25,79 % (5 526 votants sur 21 425 inscrits) contre 30,05 % au niveau départemental. À l'issue de ce premier tour, deux binômes sont en ballottage : Paul Corrieras et Nadia Semache (DVC, 39,64 %) et Florent Haspel et Andrée Taurinya (Union à gauche, 33,4 %).
Le second tour des élections est marqué une nouvelle fois par une abstention massive équivalente au premier tour. Les taux de participation sont de 34,36 % au niveau national, 31,31 % dans le département et 28,04 % dans le canton de Saint-Étienne-6. Paul Corrieras et Nadia Semache (DVC) sont élus avec 59,54 % des suffrages exprimés (3 296 voix pour 6 009 votants et 21 427 inscrits),,.

## Composition
| Nom                                   | Code Insee | Intercommunalité        | Superficie (km2) | Population (dernière pop. légale)                 | Densité (hab./km2) | Modifier                                    |
| ------------------------------------- | ---------- | ----------------------- | ---------------- | ------------------------------------------------- | ------------------ | ------------------------------------------- |
| Saint-Étienne (bureau centralisateur) | 42218      | Saint-Étienne Métropole | 79,97            | Fraction : 40 447 (2022) Commune : 172 569 (2022) | 2 158              | modifier les données · modifier les données |
| Canton de Saint-Étienne-6             | 4219       |                         |                  | 40 447 (2022)                                     |                    | modifier les données                        |

Le canton de Saint-Étienne-6 comprend la partie de la commune de Saint-Étienne non incluse dans les cantons de Saint-Étienne-1, Saint-Étienne-2, Saint-Étienne-3, Saint-Étienne-4 et Saint-Étienne-5.

## Démographie
En 2022, le canton comptait 40 447 habitants, en évolution de +2,08 % par rapport à 2016 (Loire : +1,32 %, France hors Mayotte : +2,11 %).
| 2013   | 2018   | 2022   |
| ------ | ------ | ------ |
| 39 967 | 39 641 | 40 447 |